# Georges Saché

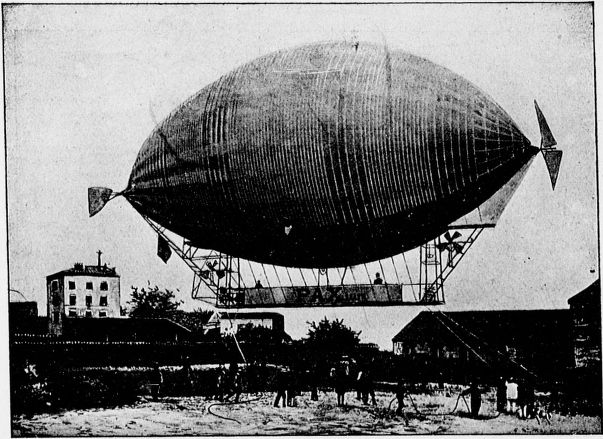
Le ballon dirigeable Pax.

Georges Saché est un jeune mécanicien français, né le 10 novembre 1876, à Besançon, et mort à Paris le 12 mai 1902, dans la catastrophe du ballon dirigeable Pax, en compagnie de l'aéronaute brésilien Augusto Severo de Albuquerque Maranhão.

## Biographie

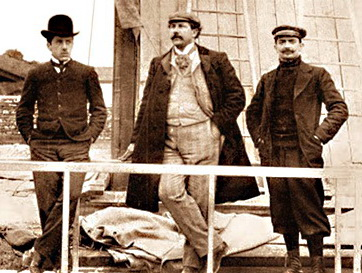
Les aéronautes du Pax, de gauche à droite : Alvaro Reis, Augusto Severo, Georges Saché, peu avant l'accident.

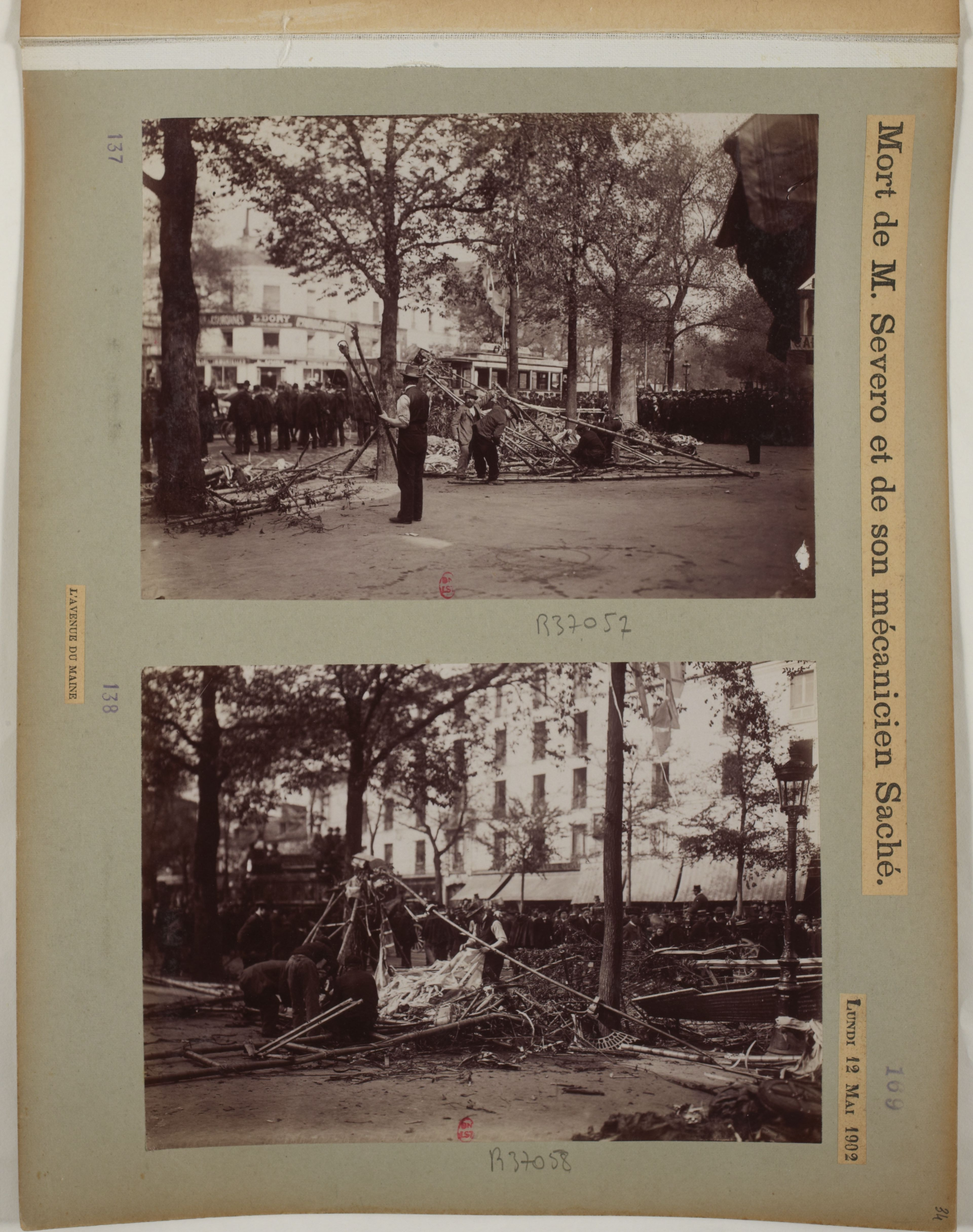
L'avenue du Maine le jour de l'accident.

Écolier studieux, il passe de bonne heure son certificat d'études et lorsqu'il quitte l'école, à quinze ans, il connait très bien le dessin. Au cours de modelage, il obtient une médaille de bronze qu'il refuse, estimant la récompense au-dessous de son mérite.
Son goût prononcé pour les inventions l'amène à devenir apprenti chez un électricien, Cromer.
Puis il entre chez un fabricant de bicyclettes, Soreau et, suivant l'évolution de la locomotion nouvelle, il se fait agréer comme mécanicien par Buchet, qui est à l'époque un constructeur bien connu de moteurs légers.
Le 5 novembre 1897, il est incorporé au 40e régiment d'artillerie, à Saint-Mihiel. Un an après, il en sort premier canonnier, dispensé comme soutien de famille. Aussitôt, il réintègre les ateliers Buchet.
En 1901, Roze le prend à son service pour le montage de la partie mécanique de son ballon dirigeable.
À la suspension des travaux de l'aérodrome de Colombes, Saché, qui a acquis une grande pratique des moteurs Buchet, offre sa collaboration à Severo, qui l'accepte immédiatement.
C'est sur la recommandation de Buchet qu'il devient ainsi le second de Severo pour la construction et la direction du dirigeable Pax. Connaissant admirablement le fonctionnement des moteurs à pétrole de 16 et 20 chevaux dont est muni l'aérostat, c'est à lui qu'incombe la responsabilité de la mise en marche des propulseurs.
Faisant sa biographie, L'Aérophile écrit que Georges Saché est un garçon d'humeur enjouée, bon camarade et très intelligent. Et qu'il a la plus grande confiance dans la réussite du Pax.
Saché n'ayant pas d'ascension à son actif, Severo lui propose de faire un voyage aérien de préparation ; Saché déclare cette épreuve inutile, assurant qu'il ne manquera pas de sang-froid lors de l'expérimentation du dirigeable.
Le lundi matin 12 mai 1902, c'est le premier vol du dirigeable Pax. Il a à son bord Saché et Severo. Douze minutes après son départ, le ballon gonflé à l'hydrogène prend feu. L'incendie provoque la chute de la nacelle d'une hauteur de 400 mètres, aboutissant devant le no 79, avenue du Maine, et ne laissant aucune chance de survie aux deux aéronautes.
L'accident suscite à Paris une émotion considérable. Toute la journée, des milliers de Parisiens viennent voir le lieu de la catastrophe.

## Hommage
- Une rue du 14e arrondissement de Paris ouverte en 1906 a été baptisée, en 1907, rue Georges-Saché. Elle se termine dans une rue baptisée, la même année, rue Severo.

## Source
- Georges Besançon, « La catastrophe du Pax », Paris, L'Aérophile, Aéroclub de France, 5 mai 1902, p. 110.